# Сенешал
Сенешал (на немски: Seneschall; на латински: senex - стар, на френски: sénéchal) – стар чирак, т.е. най-опитният, най-много служилият и знатен служител) е висша придворна служба.
При Каролингите е най-висшият чиновник, ръководител на кралския имот. На него отговаря при германските императори и крале службата на truchsess. През късното Средновековие сенешалът е също кралският управител на съда или главният съдебен служител на район.